# Мона Симпсон
Мона Джей Симпсон (англ. Mona Simpson) — второстепенный персонаж мультсериала «Симпсоны». Мать Гомера Симпсона, свекровь Мардж и жена Абрахама Симпсона. Озвучена Гленн Клоуз. За время, проведённое в бегах, носила множество псевдонимов, таких, как Пенелопа Олсен, Мона Стивенс, Марта Стюарт, Мари Хуанна, Мадди Мэй Саггинс и Анита Бонит. Она считалась мёртвой, до тех пор, пока не оказалось, что она скрывалась от полиции из-за стычки с владельцем атомной электростанции Чарльзом Монтгомери Бёрнсом много лет назад.
Пока Гомер был маленьким ребёнком, в 1960-х Мона всё больше и больше увлекалась движением хиппи и принимала участие в различных политических протестах, она прониклась убеждениями хиппи, когда увидела длинные волосы Джо Намата во время Третьего Суперкубка. Однажды Мона и несколько других активистов, протестующих против разработки бактериологического оружия, прокрались в лабораторию Бёрнса и уничтожили все его болезнетворные микробы. Пока все активисты убегали, она задержалась помочь упавшему Бёрнсу — он увидел её лицо и пообещал отправить её в тюрьму. В ту ночь Моне пришлось покинуть свою семью. Чтобы успокоить сына, Эйб соврал, что Мона умерла, пока Гомер был в кино. Он продолжал врать, говоря что могила Уолта Уитмена — это могила Моны.
Жизнь Моны в бегах известна мало. Она несколько лет жила в коммуне хиппи, где нарисовала настенную композицию, посвящённую её сыну Гомеру. Она продолжала ухаживать за ним и в бегах, отправляя ему посылки каждую неделю. Но так как Гомер никогда не давал на чай почтальону, ни одна из них не была доставлена, и вместо этого они лежали на почте много лет. Также обнаружилось, что она изменяла Эйбу весь этот период жизни, но ему было всё равно.
Когда Гомер инсценирует свою собственную смерть в серии «Mother Simpson», Мона узнаёт об этом и посещает вырытую могилу её сына, в которую Гомер только что упал. Они встретились, он узнал, что его мать жива, и Мона решает провести некоторое время со своей семьёй, но Бёрнс встречает её на почте и узнаёт, и ей опять приходится бежать. Перед тем как полиция ворвалась в дом Гомера, её предупреждает об этом шеф Виггам, потому что её преступление излечило его от астмы. И Мона вновь отправляется в бега.
В эпизоде «My Mother the Carjacker», Гомер обнаруживает тайное послание, оставленное ею в газете. Через некоторое время её обнаруживают полицейские. Она идёт под суд за своё преступление, но благодаря показаниям Гомера Мона оправдана. Позже Бёрнс заключил её в тюрьму за мелкое преступление — она подписала место для парковки своим вымышленным именем Анита Бонит. Гомер пытается вытащить её из тюремного автобуса, но его попытка оканчивается неудачей — автобус падает со скалы в воду, после чего взрывается, и взрыв вызывает камнепад, который укрывает автобус. Но на самом деле ей удалось спастись до того, как автобус сорвался, ей снова приходится бежать. Последний раз её видели, когда она ела Род-Айлендскую похлёбку из морепродуктов.
Согласно комментарию, помещенному на DVD, прототипом этого персонажа послужила Бернардина Дорн.
На самом же деле прототипом стала сестра Стива Джобса Мона Симпсон. Об этом говорится в книге-биографии «Стив Джобс» Уолтера Айзексона.
Согласно её различным водительским правам, её рост 168 см (5 футов 6 дюймов), вес менялся от 105 до 185 фунтов (47,5-84 кг) и её дата рождения может быть 5 мая 1931 года, 26 ноября 1934 года, 18 октября 1933 года, 18 июля 1933 года или 27 февраля 1925 года. Права с её настоящим именем имеют дату 15 марта 1928 года.

## Смерть
Мона умирает от сердечного приступа в 19 сезоне в серии «Mona Leaves-a». В этой серии Мона приехала к Гомеру, желая остаться с сыном и прекратить свою активную гражданскую деятельность. Однако Гомер, привыкший к тому, что мать с детства находилась в бегах от властей и не уделяла ему никогда должного внимания, отказывается ей верить. Перед сном Мона приходит пожелать ему спокойной ночи, но Гомер выгоняет мать из комнаты и не желает с ней разговаривать. Ночью, осознавая свою неправоту, Гомер приходит к матери и хочет извиниться, но обнаруживает её сидящей у камина с открытыми глазами; она умерла. После похорон её кремировали. И затем Гомер исполнил её последнюю волю и её прах был развеян над Спрингфилдским озером на самой высокой горе. Прах Моны засорил воздушные фильтры находившейся рядом тайной военной шахты. Выяснилось, что просьба развеять прах была последней посмертной диверсией Моны.

## Посмертные появления
- В конце эпизода «How I Wet Your Mother» (шестнадцатый эпизод двадцать третьего сезона) Мона появляется во сне Гомера.

## Псевдонимы Моны Симпсон
- Мона Стивенс;
- Марта Стюарт;
- Пенелопа Олсен;
- Мадди Мэй Саггинс;
- Анита Бонит;
- Мари Хуанна.